# Naraha
Naraha (Japans: 楢葉町; -machi) is een Japanse gemeente, gelegen in het district Futaba (prefectuur Fukushima). De gemeente heeft een oppervlakte van 103 km² en had in 2010 een bevolking van 8.188. Door de kernramp van Fukushima op 11 maart 2011 moest de gemeente ontruimd worden omdat een groot deel van de gemeente binnen de evacuatiezone van 20 km rond de centrale lag. Sindsdien mag het ganse grondgebied terug bewoond worden en in 2020 telde de gemeente 6.784 inwoners.

## Geografie
De gemeente grenst in het oosten aan de Grote Oceaan. De gemeente wordt doorkruist door de nationale weg 6 en door de Joban-snelweg.
Naraha grenst aan volgende gemeenten:

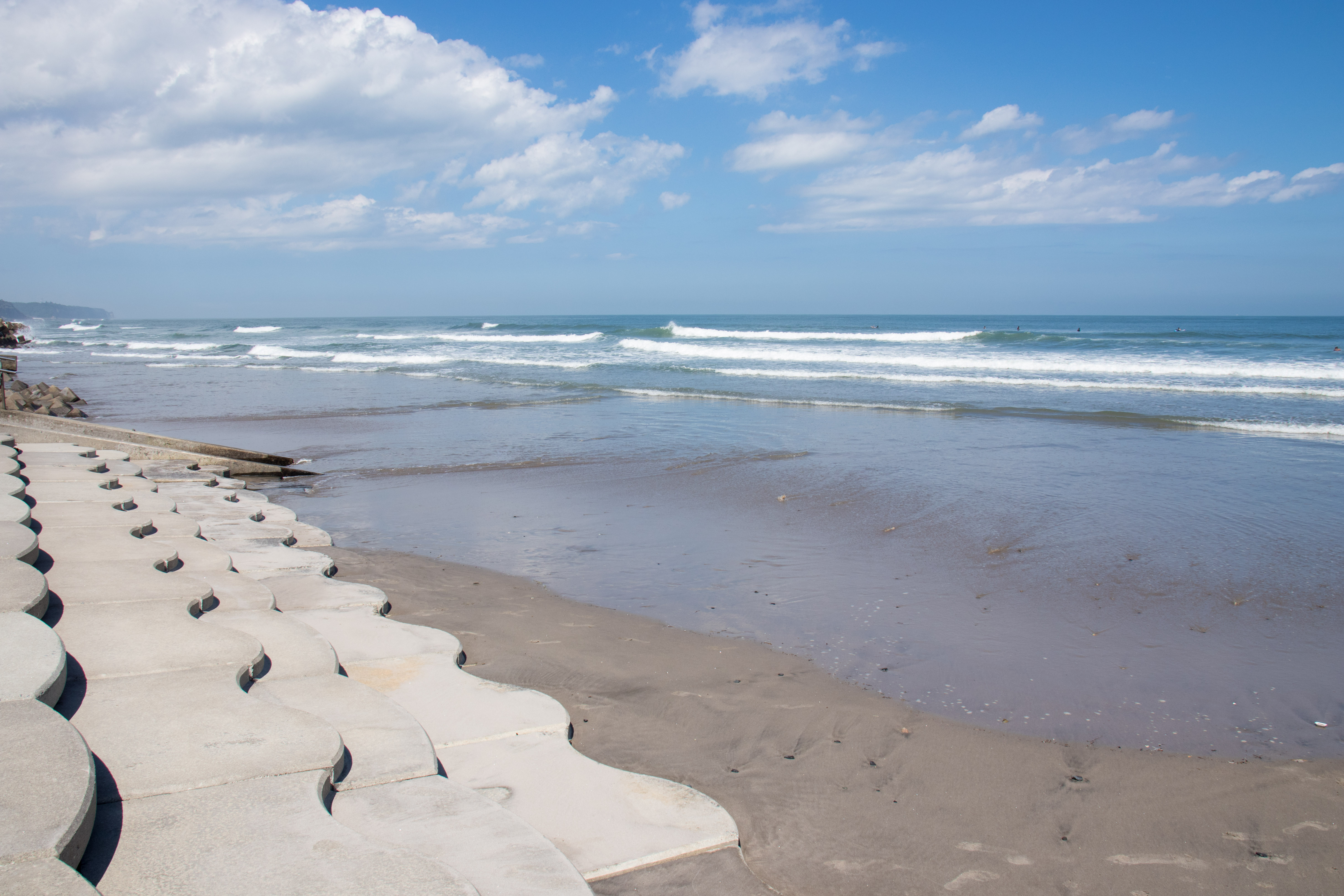
Strand van Iwasawa

- Kawauchi
- Hirono
- Tomioka
- Iwaki